# سفارة تونس في إسبانيا
سفارة تونس في إسبانيا هي التمثيلية الرسمية وسفارة تونس في إسبانيا. تقع السفارة في العاصمة مدريد، تحديدا في شارع ألفونسو الثالث عشر.

## السفراء
سفراء تونس في إسبانيا هم على التوالي:
| السفير            | تاريخ التعيين   | م     |
| ----------------- | --------------- | ----- |
| حسان بلخوجة       | 1957 (حتى 1959) |       |
| الطاهر بلخوجة     | 1970 (حتى 1971) |       |
| منجي الكعلي       | ؟               |       |
| عبد المجيد شاكر   | 20 سبتمبر 1978  | [ 1 ] |
| سعيد بن عمار      | 4 ديسمبر 1981   | [ 2 ] |
| فريد المحرصي      | 20 سبتمبر 1985  | [ 3 ] |
| عبد الرزاق الكافي | 9 نوفمبر 1988   | [ 4 ] |
| عبد الحميد الفهري | 16 أغسطس 1989   | [ 5 ] |
| الحبيب مبارك      | 2004 (حتى 2007) |       |
| محمد الزين شلايفة | 5 أكتوبر 2011   | [ 6 ] |
| محمد المزغني      | 2 يناير 2014    | [ 7 ] |
| واصف شيحة         | 10 نوفمبر 2015  | [ 8 ] |
| فاطمة العمراني    | 12 سبتمبر 2020  | [ 9 ] |

## مقالات ذات صلة
- العلاقات الإسبانية التونسية
- سفارة إسبانيا في تونس